# Belyj Luch
Il Belyj Luch (in russo Белый Лух?) è un fiume della Russia europea, affluente di sinistra della Unža (bacino del Volga). Scorre nei rajon  Vetlužskij e  Varnavinskij dell'oblast' di Nižnij Novgorod e nel Makar'evskij rajon dell'oblast' di Kostroma.
Il fiume ha origine in una zona paludosa nella parte orientale del distretto Makar'evskij. Dalla sorgente scorre prevalentemente verso ovest-sud-ovest. Confluisce nell'Unža lungo la riva sinistra, a 23 km dalla sua foce, 2 km a nord del villaggio di Gorčucha. La sua lunghezza è di 119 km, il bacino idrografico è di 1 490 km².
Nel bacino del fiume si trovavano i campi GULag Unžlag.